# Bures (tribu)
Pour les articles homonymes, voir Bure.
Les Bures (en latin Buri, Buredeense, Buridavenses et en grec ancien Βοῦροι) sont une tribu dace vivant en Dacie aux Ier et IIe siècles, dont la capitale est Buridava,,, aujourd'hui dans le județ de Vâlcea en Roumanie.

## Nom

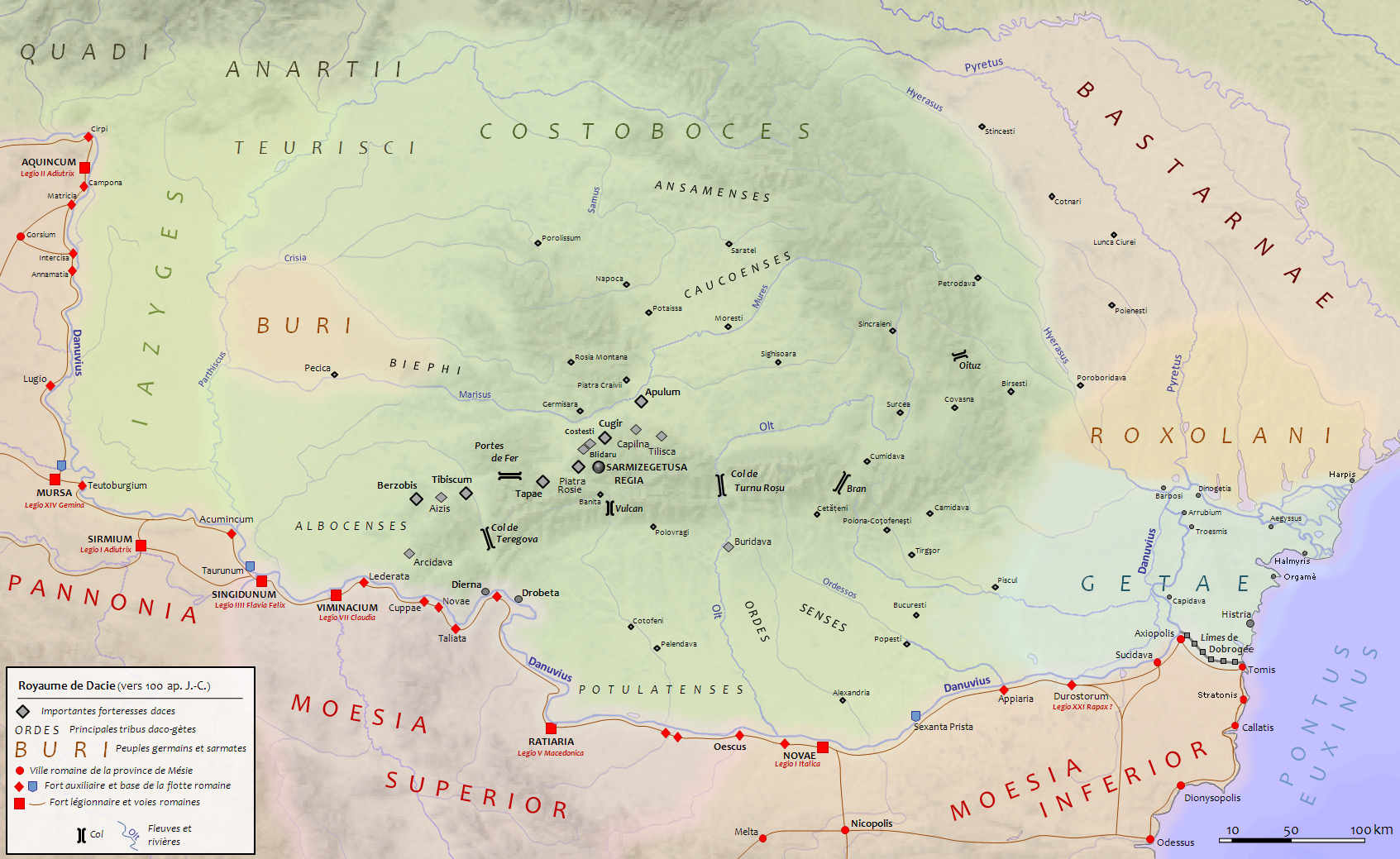
Carte de la Dacie à la veille des guerres daciques de Trajan, vers l'an 100. Les Bures sont à l'ouest de l’arc des Carpates.

Selon Wilhelm Tomaschek, la racine bur- est bien connu avec les noms thraco-daces, par exemple Burus (un Thrace), Bουρχέντιος (ce qui veut dire Bhuri-Kanta, un Besse de Thrace) et Burebista (le roi des Daces qui vient peut-être du sanskrit « abondant, riche » et de l'iranien vista, « possesseur »).

## Preuves historiques
La tribu dace Buredeense / Buri  est attesté par la neuvième table d'Europe de la Géographie de Ptolémée, ouvrage datant des environs de 150, par Dion Cassius et par des inscriptions.
Avant la bataille de Tapae en 101, lors de la première campagne dacique de Trajan, une tribu dace, les Buri, envoie à l'empereur romain un message lui demandant de se retirer de Dacie et de rétablir des relations pacifiques. Le message lui est inscrit sur la lisse supérieure d'un très grand champignon, en latin,. Ce message est assez exceptionnel pour faire partie d'un relief sur la colonne de Trajane .
Au VIe siècle, un acte délivré par Justinien en 530 mentionne les Bures.

## Identité et répartition

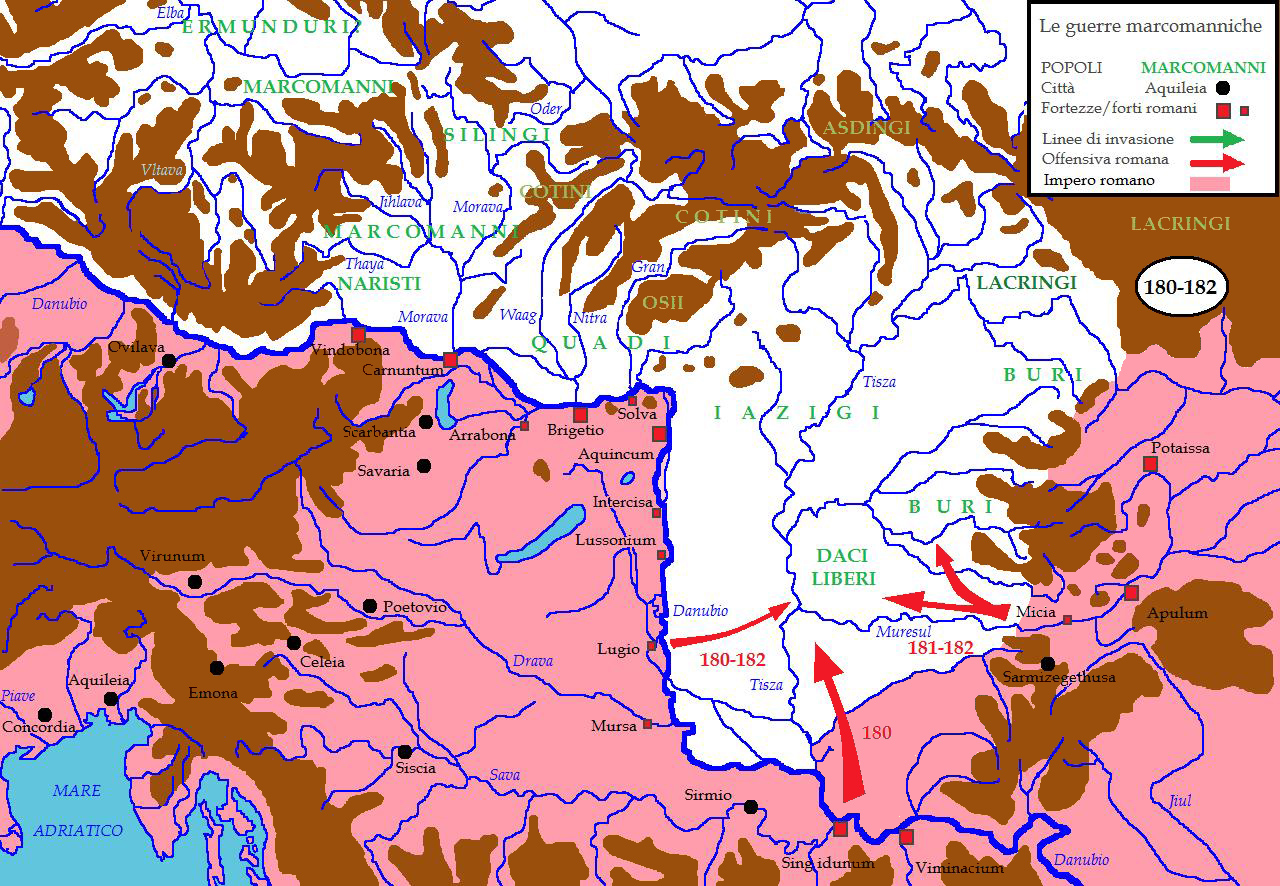
Les Bures sur une carte des campagnes marcomanes de Marc Aurèle de 180-182.

Selon Shtchukin (1989) et Bichir (1976), l'union tribale des Bures fait partie de l’état dace de Burebista au milieu du Ier siècle av. J.-C., en plus des Daces, des Gètes et des Carpes.
Ils s'allient avec d'autres tribus de la région pour soutenir les efforts déployés par Décébale, le dernier roi dace de 85/86 à 106, pour faire face à l'Empire romain de Domitien puis de Trajan lors des guerres daciques. Il y a deux tribus daces de Bures. Celle de la Dacie romaine tardive centrée autour Buridava et l'autre située au nord-ouest de la Dacie, au sud des Carpates slovaques, dans le bassin supérieur de la Tisza. La formation socio-politique des Bures qui est centrée autour de Buridava est située au nord-est de l'Olténie et de la Munténie et également de l'autre côté des Carpates, dans les régions montagneuses de Sebeş et de Făgăraş. Cette union tribale est documentée par les résultats archéologiques et numismatiques trouvés Aninoasa Dobresti. Parmi les autres preuves, un fragment de vase portant l'inscription « BUR » est découvert à Ocnita, Munténie en Roumanie, et indique le nom de la tribu ou de l'union des tribus, les Daces Buridavensi.
On note par ailleurs que les Bures germaniques sont situés entre l'Oder et la Vistule, entre Cracovie et Troppau en Silésie. Ils sont des alliés de l’empereur romain Trajan dans ses guerres contre les Daces ainsi que de l'empereur Marc Aurèle dans les guerres marcomanes.
Les Bures du haut bassin de la Tisza est une partie des Buridavensi qui ont migré vers le nord-ouest, où ils voisinent les Quades germaniques. Au nouvel emplacement, les sources antiques énumèrent également d'autres tribus daces : Piegetae, Biessi, Carpians, Arsitae et Racatae.
La culture matérielle d'une origine daco-germanique mixte, connue en Slovaquie depuis le début du Ier siècle, à Zemplin, par exemple, peut représenter la population nommé Buri dans les sources historiques.